# Бхакті Кулкарні
Бхакті Кулкарні (англ.  Bhakti Kulkarni; 19 травня 1992, Гоа) — індійська шахістка, гросмейстер серед жінок (2012).

## Біографія
У 2011 році перемогла на чемпіонаті Азії з шахів серед юніорок. У 2013 році була першою на міжнародному турнірі з шахів серед жінок, в Чехії — «Open Vysočina». У 2016 році перемогла на чемпіонаті Азії з шахів серед жінок.
Представляла збірну Індії на командному чемпіонаті Азії з шахів, в якому брала участь двічі (2009, 2016). В індивідуальному заліку завоювала бронзову (2009) медаль.